# Kyle Harrison
Kyle Harrison (San José, California, 12 de agosto de 2001) es un jugador profesional estadounidense de béisbol que se desempeña en la posición de lanzador en San Francisco Giants, equipo de las Grandes Ligas de Béisbol (MLB).

## Carrera
Fue seleccionado en la tercera ronda en el Draft de la MLB de 2020. En 2023 hizo su debut profesional con el equipo San Francisco Giants, donde lleva jugando una temporada.